# Malleville-les-Grès
Malleville-les-Grès ist eine französische Gemeinde im Département Seine-Maritime in der Region Normandie (vor 2016 Haute-Normandie). Sie hat 205 Einwohner (Stand 1. Januar 2022) und gehört zum Kanton Saint-Valery-en-Caux (bis 2015 Cany-Barville) und zum Arrondissement Dieppe. Die Einwohner werden Mallevillais genannt.

## Geografie
Malleville-les-Grès liegt etwa 51 Kilometer ostsüdöstlich von Dieppe und etwa vier Kilometer südlich der Alabasterküste. Umgeben wird Malleville-les-Grès von den Nachbargemeinden Veulettes-sur-Mer im Norden und Nordwesten, Paluel im Osten und Nordosten, Vittefleur im Südosten, Canouville im Süden, Butot-Vénesville im Südwesten sowie Auberville-la-Manuel im Westen.

## Bevölkerungsentwicklung
| Jahr                      | 1962 | 1968 | 1975 | 1982 | 1990 | 1999 | 2006 | 2013 |
| Einwohner                 | 144  | 122  | 96   | 144  | 158  | 142  | 154  | 153  |
| Quelle: Cassini und INSEE |      |      |      |      |      |      |      |      |

## Sehenswürdigkeiten
- Kirche Saint-Michel aus dem 13. Jahrhundert
- Kalvarie, Monument historique seit 1971